# Brontofobia
Brontofobia – jedna z odmian fobii. Jest nią niczym nieuzasadniony lęk i obawa przed burzą, piorunami itp. Osoba cierpiąca na brontofobię podczas burzy może dostać ataku paniki, jeżeli znajduje się sama w domu. Po kilka razy sprawdza, czy wszystkie drzwi i okna są zamknięte. Brontofobia wiąże się zazwyczaj z jakimś traumatyczym zdarzeniem z przeszłości.